# Nove regine
Nove regine è un film argentino del 2000 diretto da Fabián Bielinsky.

## Trama
Juan è un truffatore alle prime armi che compie i suoi colpi per riuscire a mettere da parte la cifra necessaria a far scarcerare suo padre. Durante una delle sue piccole truffe si imbatte in Marcos, truffatore anche lui ma più esperto, che, osservato il collega all'opera, gli propone di mettersi in società per un giorno. Durante i loro raggiri, i due si ritroveranno tra le mani la più grossa truffa della loro vita che potrebbe porre fine per sempre ai loro problemi economici: vendere per vera, a un milionario collezionista di francobolli, una copia contraffatta delle famose nove regine, cioè nove francobolli della Repubblica di Weimar dal valore di mezzo milione di dollari. L'impresa non si presenterà semplice, ma anzi piena di imprevisti e con un finale del tutto inaspettato.

## Riconoscimenti
- 2001 - Condor d'argento
  - Miglior film
  - Miglior regia
  - Miglior attore (Ricardo Darín)
  - Miglior attrice non protagonista (Elsa Berenguer)
  - Miglior sceneggiatura originale
  - Miglior fotografia
  - Miglior montaggio
- 2002 - Festival del film poliziesco di Cognac
  - Gran premio
  - Premio del pubblico
- 2002 - Fantasporto
  - Miglior sceneggiatura
- 2002 - Sant Jordi Awards
  - Miglior attore straniero (Ricardo Darín)

## Remake
Il film è stato oggetto di due rifacimenti: uno di produzione statunitense nel 2004, Criminal, con John C. Reilly e Diego Luna, ed uno di produzione indiana nel 2005, Bluffmaster.

## Curiosità
- Uno dei raggiri illustrati nella pellicola è stato riprodotto, come omaggio, nel film Mi fido di te con Ale & Franz.